# 小叶大戟
小叶大戟（学名：Euphorbia makinoi）是大戟科大戟属的植物。分布于菲律宾、日本、台湾以及中国大陆的广东、江苏、浙江、福建、香港等地，多生于干旱山坡或稀少，目前已由人工引种栽培。